# Paul Stengel (Politiker)
Paul Franz Werner Stengel (* 24. September 1873 in Gera; † 14. März 1923 ebenda) war ein deutscher Angestellter und Politiker (DVP).

## Leben
Stengel war der Sohn des Töpfers und Ofensetzers Franz Theodor Stengel in Gera und dessen Ehefrau Minna Marie geborene Heusinger. Er war evangelisch-lutherischer Konfession und heiratete am 2. Oktober 1897 in Gera Fanny Pauline Eichler (* 11. Februar 1875 in Gera), die Tochter des Stellmachers Carl Friedrich Eichler.
Stengel war Büroangestellter bei den Rechtsanwälten und Notaren Alfred Schlotter und Paul Karl Kratsch in Gera. 1897 wird er als Expedient und später als Bürovorsteher dort genannt. Er war Vertrauensmann der Angestelltenversicherung.
Er war Mitglied im Gemeinderat von Gera. Nach der Novemberrevolution wurde er zum 17. Februar 1919 für die DVP in den Landtag Reuß jüngerer Linie gewählt. Als Abgeordneter wurde er Mitglied des vereinigten Landtages des Volksstaates Reuß. Am 1. Mai 1920 schlossen sich der Volksstaat Reuß und sechs weitere thüringische Kleinstaaten zum Land Thüringen zusammen. Damit wandelte sich der Reußer Landtag in eine Gebietsvertretung. Auch dieser gehörte er an. Zum 31. März 1921 schied er aufgrund der Verkleinerung der Gebietsvertretung aus.